# Leucochrysa (Nodita) salleana
Leucochrysa (Nodita) salleana is een insect uit de familie van de gaasvliegen (Chrysopidae), die tot de orde netvleugeligen (Neuroptera) behoort. 
Leucochrysa (Nodita) salleana is voor het eerst wetenschappelijk beschreven door Navás in 1911.